# Esa Pethman
Esa Kari Pethman, född den 17 maj 1938 i Kuusankoski, död  18 mars  2025 i Tavastehus, var en finländsk jazz-, underhållnings- och konstmusiker (tenorsaxofon, flöjt) och tonsättare. 
Pethman var 1966–1968 flöjtist i Finlands nationaloperas orkester och Lahtis stadsorkester, samt 1990–1993 kapellmästare vid Åbo stadsteater. Han var en av de finländska bebop-pionjärerna, på 1960-talet ledare för en egen, även internationellt uppmärksammad jazzkvartett (med bland annat Heikki Sarmanto, piano, vokalist stundtals Carola Standertskjöld). Pethman har komponerat bland annat talrika verk för underhållningsorkester, jazzkompositioner samt kyrkooperan Ulstadius (uruppförande i Åbo domkyrka 1993).